# Troleibús

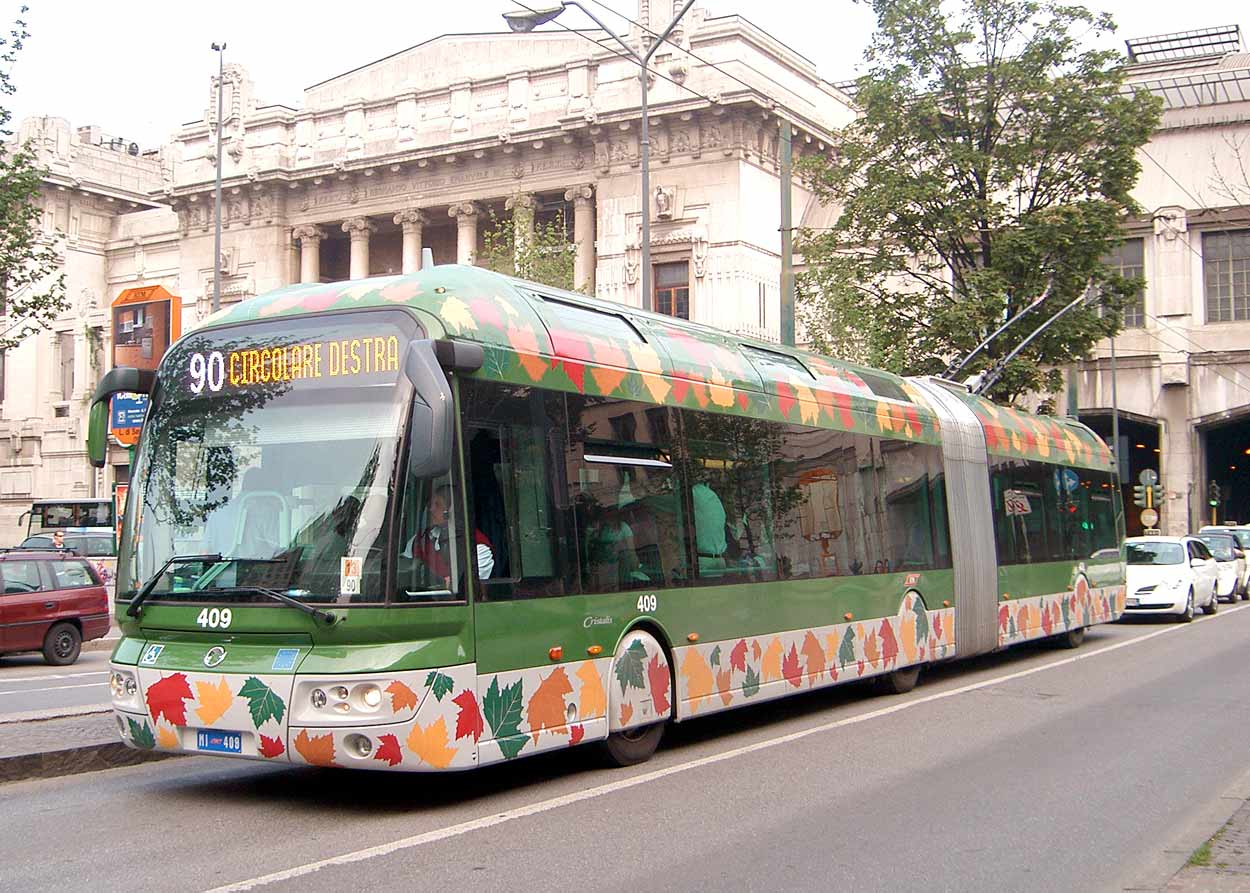
Troleibús a la ciutat de Milà, Itàlia.

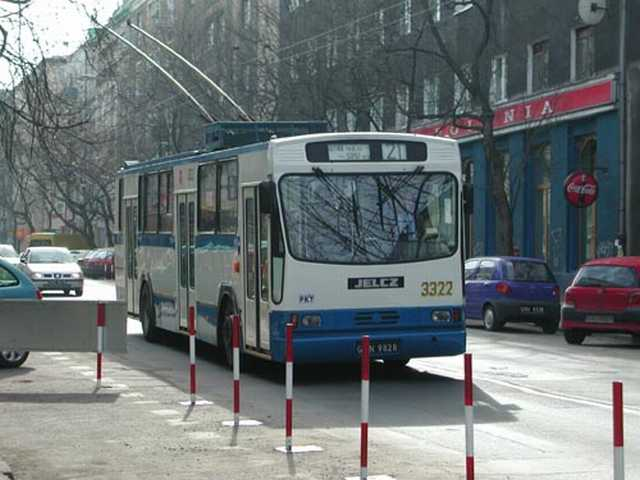
Troleibús a la ciutat de Gdynia, Polònia.

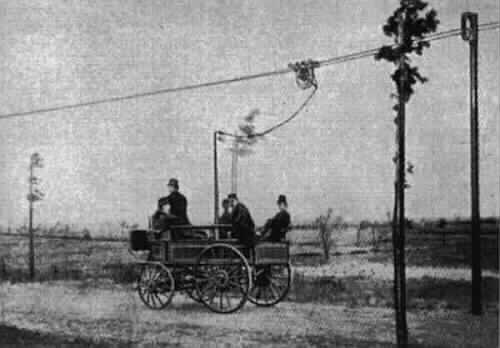
Electromote a la ciutat de Berlín, 1882.

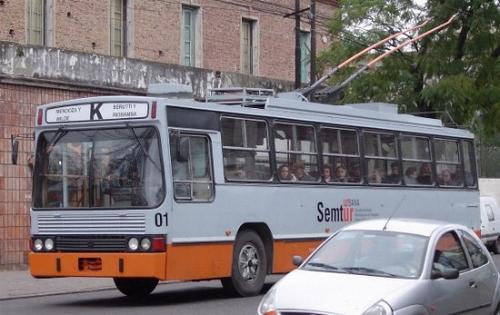
Troleibús de Rosario, Argentina. D'origen brasiler.

El troleibús, també conegut com a trolley o tròlei, és un autobús elèctric alimentat per dos cables superiors des d'on pren l'energia elèctrica, mitjançant dues astes. El troleibús no fa ús de vies especials o guies a la calçada, la qual cosa el fa un sistema més flexible. Compta amb pneumàtics de cautxú, en comptes de rodes d'acer en guies com els tramvies.
Al País Valencià funciona el TVR (transport de via reservada) a la ciutat de Castelló de la Plana, amb el TVRCas; i hi ha projectes d'implantació del troleibús a altres ciutats com Benidorm.

## Història
La història del troleibús comença el 29 d'abril de 1882, quan Ernst Werner von Siemens fa caminar el seu Elektromote en un suburbi de Berlín, que va funcionar fins al 13 de juny de 1882. La primera línia experimental, desenvolupada per Lombard Gérin, es va posar en marxa per a l'Exposició Universal de París de 1900. Max Schiemann fa un salt decisiu quan el 10 de juliol de 1901 implanta la primera línia de troleibusos per a transport públic a Bielathal (a prop de Dresden) a Alemanya.
El desenvolupament del troleibús data de la primera dècada del segle xx, quan va semblar que seria un punt mitjà natural entre els vehicles elèctrics (tramvia) i els autobusos a gasolina. Els sistemes de troleibús poden evitar obstacles a la via que un tramvia no pot esquivar, cosa que n'augmenta la seguretat i no requereix l'alta inversió d'una línia de tramvia. També presenta una capacitat de transport intermèdia entre els òmnibus i els tramvies (menys capacitat que un tramvia, però més que un òmnibus) per hora i per direcció. El troleibús es va desenvolupar àmpliament als països de l'Europa Oriental o de l'URSS, on es van implantar a gairebé totes les ciutats amb més de 200.000 habitants.
Alguns sistemes de transport públic, començant per la Brooklyn-Manhattan Transit Corporation (BMT) de Nova York, van enunciar el concepte d'all-four. Això és l'ús d'autobusos, troleibusos, tramvies i metros com un sistema integrat i complementari entre els sistemes més lleugers i els més pesants. Sobretot els autobusos i troleibusos es van considerar un sistema per a recorreguts curts que completava altres sistemes de més llarg recorregut —i més ràpids— com el metro, el tren lleuger o el tren urbà.

## Esquema de un troleibús
Esquema d'un troleibús, mostrant en aquest cas un Pullman Standard 43-CX N.º 814, el troleibús més antic del món encara en funcionament a la ciutat de Valparaíso, Xile.
|  | 1. Estesa 2. Rètol de recorregut 3. Mirall retrovisor extern 4. Farol 5. Portes davanteres 6. Primer eix simple davanter 7. Portes del darrere 8. Segon eix dual del darrere 9. Barres decoratives 10. Tensadors 11. Soga 12. Capçal 13. Trols o plomes 14. Enganxi trols o plomes 15. Base trols 16. Número de màquina |

## Prestacions
Els troleibusos són d'una particular importància per a ciutats escarpades o muntanyoses on l'electricitat és més efectiva que el dièsel al moment de pujar turons; a més, tenen una millor adherència que els tramvies.
Els troleibusos, de la mateixa manera que tots els altres vehicles elèctrics, solen veure's com un mitjà de transport més respectuós amb el medi ambient que els autobusos que usen hidrocarburs. La utilització d'energia produïda en centrals elèctriques té avantatges sobre els motors d'explosió: és més eficient, pot emprar més varietats de combustibles i és més convenient per al control de la contaminació.
Un altre avantatge que ben poques vegades és present en altres vehicles és que poden generar energia elèctrica a partir de l'energia cinètica quan frenen o van en baixada en un procés anomenat regeneració de frenada.
S'ha suggerit que els troleibusos es tornaran obsolets en una economia d'hidrogen. Tanmateix, la transmissió directa d'electricitat, com la utilitzada al troleibús, és molt més eficient que la producció, el transport, l'emmagatzematge i l'aprofitament energètic de l'hidrogen en cel·les de combustible.
El troleibús comparteix avantatges amb el tramvia i l'autobús però també alguns desavantatges, com per exemple; si el troleibús se separa accidentalment de la catenària, es para. Pel mateix motiu, els recorreguts possibles es limiten als trams amb catenàries instal·lades. No obstant això, es pot incorporar una bateria o un motor tèrmic convencional per permetre una major versatilitat. Un altre inconvenient és si els pneumàtics produeixen més resistència que les rodes metàl·liques sobre els carrils i, per tant, una despesa d'electricitat més gran respecte a un tramvia. Un últim inconvenient seria si sobtadament ocorre una apagada elèctrica no funcionarien (llevat que comptin amb una font d'ajuda com una bateria inercial o un motor auxiliar).

## Troleibús guiat

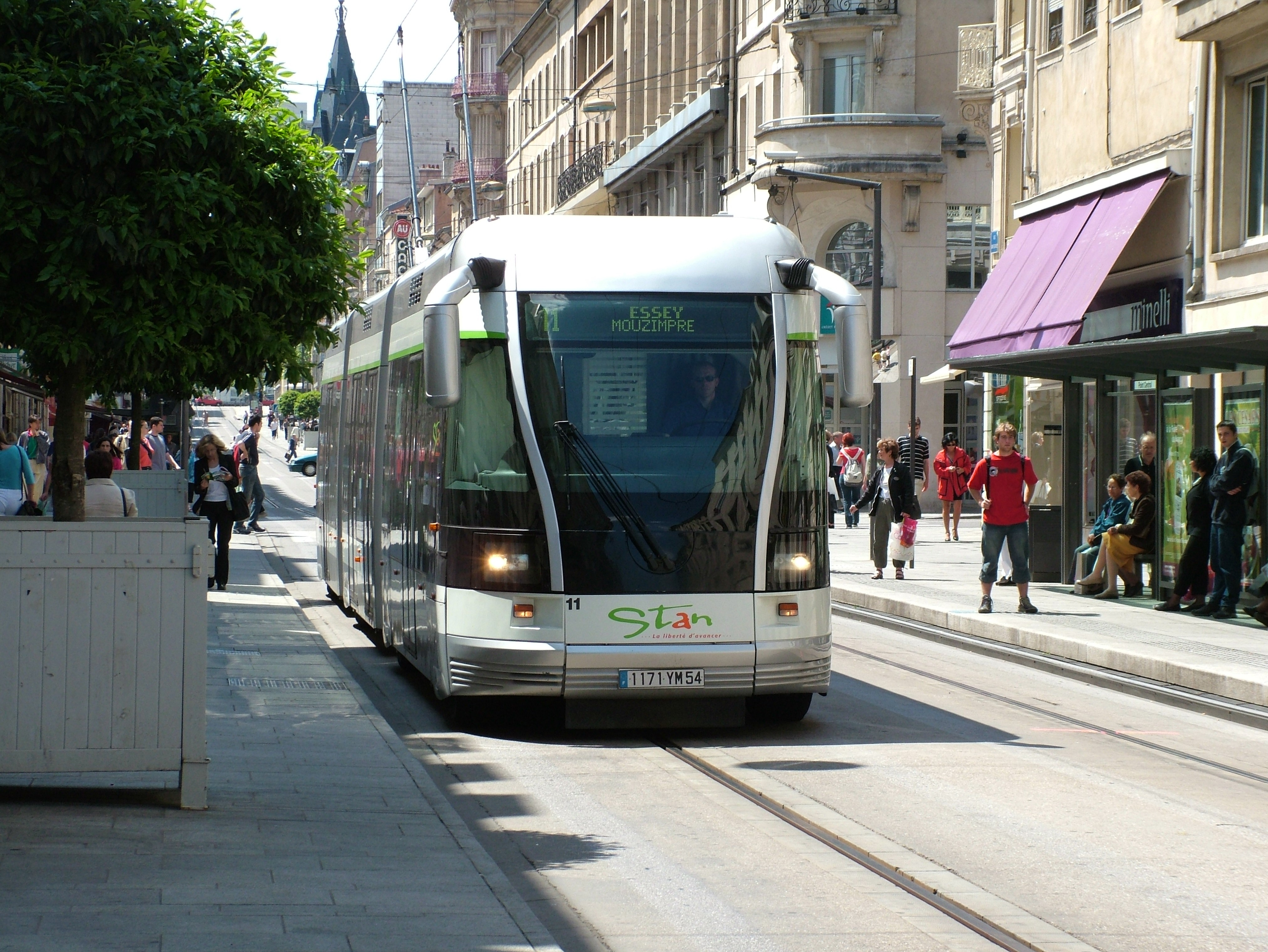
Troleibús guiat de Bombardier Guided Light Transit (GLT, francès: Transport sur Voie Réservée «Transport de Carril Reservat» o TVR) a Nancy, França.

Es tracta d'un híbrid entre el tramvia i el troleibús, que circula sobre pneumàtics per la calçada normal, però guiat per un carril central embotit en el paviment.
A Caen (França) han disposat un tramvia unidireccional amb pneumàtics i carril central de guiat, alimentació trasviaria amb filolínia, un fil i pantògraf amb tornada pel carril. Disposa de generador dièsel per al seu retorn a cotxeres sense guiat pel que per a la legislació francesa és un autobús.
A Nancy (França) disposen d'un sistema similar però d'alimentació per filovia i doble trolei, per la qual cosa pot circular en manera elèctrica amb o sense guiat, també disposa de motor dièsel per al canvi de sentit on no hi ha bucle i per portar-ho a cotxeres, el carril de guiat és incompatible amb el de Cauen. També està legislat com a autobús.
El desavantatge d'aquests dos sistemes és que tots dos disposen d'un sol fabricador i l'operador no pot acudir al mercat de tramvies i troleibusos a la recerca de millor preu o prestacions (concursos).
Bombardier, el fabricant dels sistemes de Caen i Nancy deixa de produir tots dos (realment és el mateix sistema en dues variants), perquè no li és rendible mantenir un producte que només usen dues ciutats, per la qual cosa aquestes estan estudiant adoptar el Translorh, per la qual cosa s'han dirigit a Lorh, per estudiar la transformació que exigirà canviar tot el carril guia i estudiar l'alimentació en el cas de Nancy, (aquesta última té en explotació comercial de trams sense guiat), sembla molt car considerant que l'única ciutat que l'utilitza, planeja instal·lar un tramvia convencional.

## Ús a Europa
Com s'ha citat, a Espanya podem esmentar el servei de TRAM que es presta a la ciutat de Castelló on només existeix una línia.

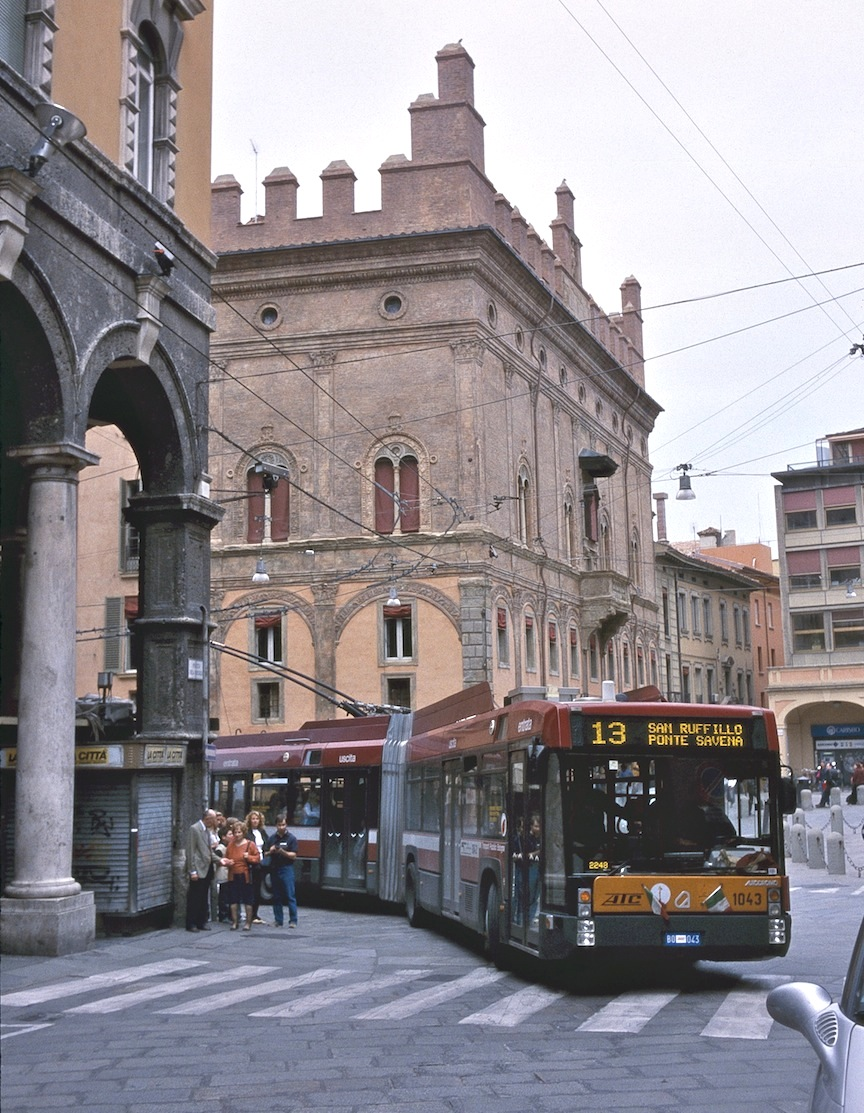
Troleibús de Bolonya.

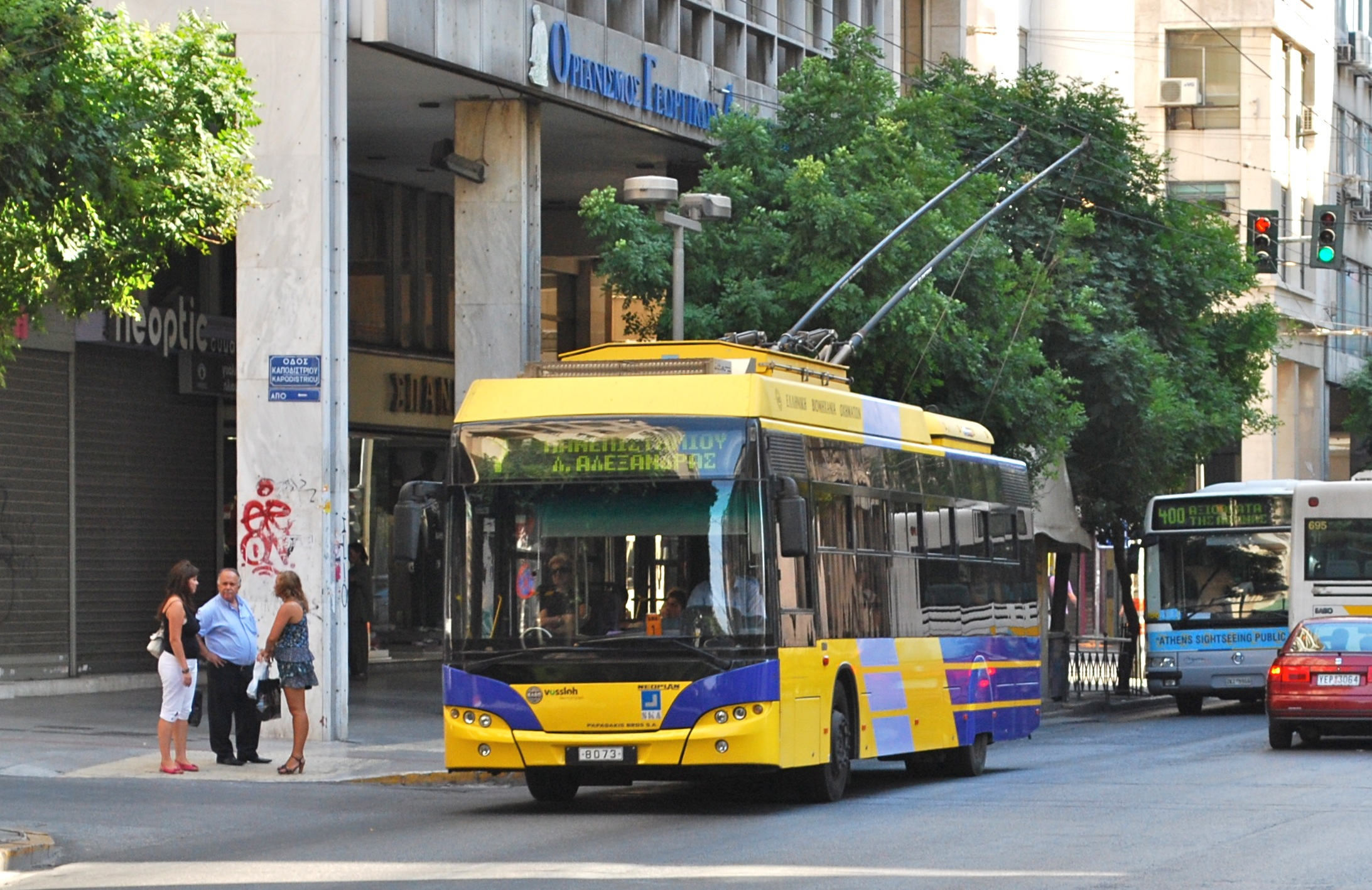
Troleibús d'Atenes.

Altres ciutats que compten amb xarxes de troleibusos actives són: Minsk (Belarús); Parma (Itàlia) igual que en altres 13 ciutats; Zúric (Suïssa) i altres 12 ciutats; Salzburg (Àustria); Sarajevo (Bòsnia i Hercegovina); diverses ciutats a Bulgària; tretze xarxes a República Txeca; quatre ciutats de França; tres ciutats a Alemanya operen serveis en un país que va tenir 60 xarxes; Atenes (Grècia); Budapest (Hongria); Gdynia, Lublin i Tychy (Polònia) entre d'altres països.
En països com Bèlgica, Dinamarca, Estònia o Finlàndia les xarxes de troleibusos han estat suplantades per tramvies o transports de dièsel.

## Fabricació

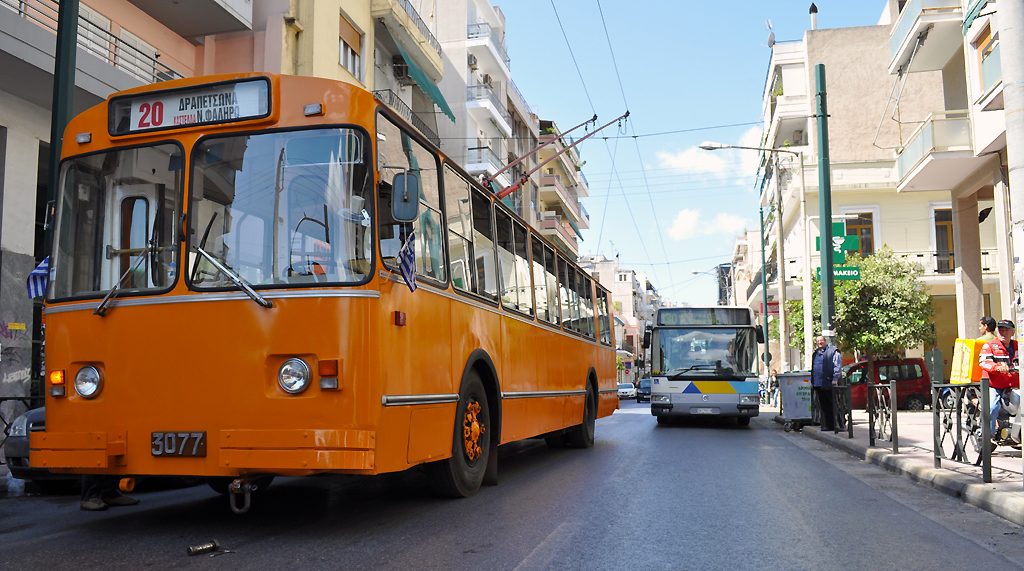
Un troleibús ZiU-9 en servei al Pireu, Grècia, al gran sistema de troleibús de la zona d'Atenes. El ZiU-9 de construcció russa (també conegut com a ZiU-682), introduït el 1972, és el model de troleibús més nombrós de la història, amb més de 45.000 construïts. A la dècada de 2000 es va convertir efectivament en obsolet pels dissenys de pis baix.

Hi ha hagut més de 200 fabricants de troleibusos diferents, la majoria fabricants comercials, però en alguns casos (sobretot als països del Bloc Comunista), construïts per empreses o autoritats operatives de propietat pública. Dels fabricants desapareguts o antics de troleibusos, els majors productors d'Amèrica del Nord i Europa occidental –els que la producció dels quals va superar les 1.000 unitats cadascun – incloïen les companyies nord-americanes Brill (aproximadament 3.250 en total), Pullman-Standard (2.007) i Marmon-Herrington (1.624); les companyies angleses AEC (aprox. 1.750), British United Traction (BUT) (1.573), Leyland (1.420) i Sunbeam (1.379); la Vétra de França (més de 1.750); i els constructors italians Alfa Romeo (2.044) i Fiat (aprox. 1.700). L'antiga fabricació de troleibusos més gran és Trolza (abans Uritsky, o ZiU) des de 1951, fins que es van declarar en fallida el 2017, fabricant més de 65.000 troleibusos. A més, Canadian Car and Foundry va construir 1.114 troleibusos basats en dissenys de Brill.
A partir de la dècada de 2010, existeixen almenys 30 fabricants de troleibusos. Inclouen empreses que fa diverses dècades que construeixen troleibusos, com ara Škoda des de 1936 i New Flyer, entre d'altres, juntament amb diverses empreses més joves. Els fabricants actuals de troleibusos a Europa occidental i central inclouen Solaris, Van Hool i Hess, entre d'altres. A Rússia, ZiU/Trolza ha estat històricament el fabricant de troleibuses més gran del món, produint-ne més de 65.000 des de 1951, principalment per als països de Rússia/CEI, però després de la seva fallida, les seves instal·lacions es van cedir parcialment a PC Transport Systems. Škoda és el més gran de l'Europa Occidental i Central i el segon més gran del món, després d'haver produït més de 14.000 troleibusos des de 1936, principalment per a l'exportació, i també subministra equips elèctrics de troleibusos per a altres constructors d'autobusos com Solaris, SOR i Breda. A Mèxic, la producció de troleibusos va acabar quan MASA, que havia construït més de 860 troleibusos des de 1979, va ser adquirida el 1998 per Volvo. Tanmateix, Dina, que ara és el fabricant d'autobusos i camions més gran d'aquest país, va començar a construir troleibusos el 2013.

## Troleibusos de dos pisos

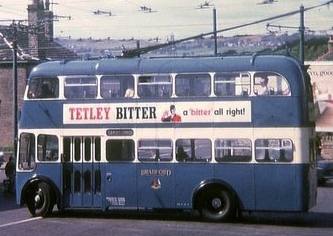
Un troleibús a Bradford el 1970. El Sistema de troleibús de Bradford va ser l'últim que va funcionar al Regne Unit; tancament l'any 1972.

Des de finals de 1997, no hi ha troleibusos de dos pisos en servei a cap lloc del món, però en el passat diversos fabricants van fabricar aquests vehicles. La majoria dels constructors de troleibusos de dos pisos estaven al Regne Unit, però hi va haver uns quants casos, generalment solitaris, d'aquests troleibusos construïts en altres països, inclòs a Alemanya per Henschel (per a Hamburg); a Itàlia per Lancia (per a Porto, Portugal); a Rússia per la central de motors de Yaroslavl (per a Moscou) i a Espanya per Maquitrans (per a Barcelona). També cal destacar els fabricants britànics de troleibusos de dos pisos com AEC, BUT, Crossley, Guy, Leyland, Karrier, Sunbeam i d'altres.
El 2001, Citybus (Hong Kong) va convertir un Dennis Dragon (núm. 701) en un troleibús de dos pisos, i es va provar en una pista de 300 metres a Wong Chuk Hang aquell any. Hong Kong va decidir no construir un sistema de troleibús, i les proves d'aquest prototip no van conduir a cap producció de vehicles.

## Ús i conservació
Actualment hi ha 300 ciutats o àrees metropolitanes on funcionen troleibusos, i més de 500 sistemes addicionals de troleibús han existit en el passat.
Dels sistemes existents a partir del 2012, la majoria es troben a Europa i Àsia, inclosos 85 a Rússia i 43 a Ucraïna. Tanmateix, hi ha vuit sistemes existents a Amèrica del Nord i nou a Amèrica del Sud.
Els troleibusos s'han conservat a la majoria dels països on han operat. El Regne Unit té el major nombre de troleibusos conservats amb més de 110, mentre que els Estats Units en tenen al voltant de 70. La majoria de vehicles conservats només es mostren estàticament, però alguns museus estan equipats amb una línia de troleibusos, que permet que els troleibusos funcionin per als visitants. Entre els museus amb rutes de troleibús en funcionament hi ha tres al Regne Unit:el Trolleybus Museum de Sandtoft, l'East Anglia Transport Museum i el Black Country Living Museum, i tres als Estats Units, el Illinois Railway Museum, el Seashore Trolley Museum i el Shore Line Trolley Museum, però el funcionament dels troleibusos no es produeix necessàriament en un horari regular de dates en aquests museus.